# Arnold Ruiner
Arnold Ruiner (Viena, 8 de fevereiro de 1937 — Wallendorf, 28 de outubro de 2011) foi um ciclista austríaco. Competiu na prova de estrada individual nos Jogos Olímpicos de Verão de 1960 em Roma, terminando na trigésima quinta posição.